# Kalnica (dopływ Jedlicy)
Kalnica – potok górski, prawy dopływ Jedlicy o długości 5,22 km.
Potok płynie w Sudetach Zachodnich, w Rudawach Janowickich, w woj. dolnośląskim. Jego źródła położone są na obszarze Rudawskiego Parku Krajobrazowego, na wysokości 880 m n.p.m., w lesie świerkowym, na zachodnio-północnym zboczu Skalnika, na północny wschód od miejscowości Kowary. Potok w górnym biegu płynie poniżej zbocza "Wilczysko" szeroką zalesioną doliną przez Rudawski Park Karajobrazowy w kierunku zachodnim. W okolicy "Drakońskiej Studni" skręca na północny zachód i wzdłuż "Bukowej Drogi" płynie w kierunku miejscowości Wojków, gdzie przed jej zabudowaniami opuszcza las i skręca lekko na południowy zachód. Po minięciu Wojkowa potok skręca na północny zachód i płynie bagnistą łąka w kierunku Bukowca, przed którym skręca na zachód, w kierunku północnych obrzeży Kowar, a następnie poniżej zespołu sanatoryjnego potok dociera do stóp wzniesienia Brzeźnik, gdzie zasila go niewielki zbiornik wodny. W okolicy granic Kowar mija obwodnicę miasta i opuszcza Rudawski Park Krajobrazowy. Następnie szeroką doliną wśród łąk i zabudowań płynie w kierunku ujścia do Jedlicy na północnych obrzeżach Kowar na poziomie ok. 430 m n.p.m.
Otoczenie potoku w dolnym biegu stanowią łąki i tereny zurbanizowane, a w górnym las świerkowy. Koryto potoku jest kamienisto-żwirowe z małymi progami kamiennymi. Zasadniczy kierunek biegu potoku jest południowo-zachodni. Potok zbiera wody z południowo-zachodnich zboczy Rudaw Janowickich. Jego dopływem jest Bystra. W większości swojego biegu jest nieuregulowany, o wartkim prądzie wody, w okresach wzmożonych opadów i wiosennych roztopów stwarza zagrożenie powodziowe. Kilkakrotnie występował z brzegów zalewając przyległe tereny.
W przeszłości potok nosił nazwy: Brennenwasser, Juden Graben, Klessen.